# Lijst van Japanse ministers van Volksgezondheid

## Ministers van Volksgezondheid van Japan (1948–heden)
| Minister van Volksgezondheid en Welzijn 厚生大臣             | Minister van Volksgezondheid en Welzijn 厚生大臣             | Minister van Volksgezondheid en Welzijn 厚生大臣             | Ambtstermijn                         | Ambtstermijn                       | Partij(en)               | Premier(s)                    | Kabinet(en)     |
| ------------------------------------------------------------ | ------------------------------------------------------------ | ------------------------------------------------------------ | ------------------------------------ | ---------------------------------- | ------------------------ | ----------------------------- | --------------- |
|                                                              | Hayashi Joji                                                 | Hayashi Joji 林譲治 (1889–1960)                              | 19 oktober 1948                      | 28 juni 1950                       | DLP                      | Shigeru Yoshida (1948–1954)   | Yoshida II      |
| Yoshida III                                                  | Hayashi Joji                                                 | Hayashi Joji 林譲治 (1889–1960)                              | 19 oktober 1948                      | 28 juni 1950                       | DLP                      | Shigeru Yoshida (1948–1954)   |                 |
|                                                              |                                                              | Takeo Kurokawa 黒川武雄 (1893–1975)                          | 28 juni 1950                         | 4 juli 1951                        | DLP                      | Shigeru Yoshida (1948–1954)   |                 |
|                                                              | Ryugo Hashimoto                                              | Ryugo Hashimoto 橋本龍伍 (1906–1962)                         | 4 juli 1951                          | 18 januari 1952                    | DLP                      | Shigeru Yoshida (1948–1954)   |                 |
|                                                              |                                                              | Keiichi Yoshitake 吉武恵市 (1903–1988)                       | 18 januari 1952                      | 30 oktober 1952                    | DLP                      | Shigeru Yoshida (1948–1954)   |                 |
|                                                              |                                                              | Katsumi Yamagata 山縣勝見 (1902–1976)                        | 30 oktober 1952                      | 10 januari 1954                    | DLP                      | Shigeru Yoshida (1948–1954)   | Yoshida IV      |
| Yoshida V                                                    |                                                              | Katsumi Yamagata 山縣勝見 (1902–1976)                        | 30 oktober 1952                      | 10 januari 1954                    | DLP                      | Shigeru Yoshida (1948–1954)   |                 |
|                                                              | Ryuen Kusaba                                                 | Ryuen Kusaba 草葉隆圓 (1895–1966)                            | 10 januari 1954                      | 10 december 1954                   | DLP                      | Shigeru Yoshida (1948–1954)   |                 |
|                                                              |                                                              | Yuusuke Tsurumi 鶴見祐輔 (1885–1973)                         | 10 december 1954                     | 20 maart 1955                      | JDP                      | Ichiro Hatoyama (1954–1956)   | I. Hatoyama I   |
|                                                              | Shuji Kawasaki                                               | Shuji Kawasaki 川崎秀二 (1911–1978)                          | 20 maart 1955                        | 22 november 1955                   | JDP                      | Ichiro Hatoyama (1954–1956)   | I. Hatoyama II  |
|                                                              |                                                              | Eizo Kobayashi 小林英三 (1892–1972)                          | 22 november 1955                     | 23 december 1956                   | LDP                      | Ichiro Hatoyama (1954–1956)   | I. Hatoyama III |
|                                                              |                                                              | Hiroshi Kanda 神田博 (1903–1977)                             | 23 december 1956                     | 10 juli 1957                       | LDP                      | Tanzan Ishibashi (1956–1957)  | Ishibashi       |
| Nobusuke Kishi (1957–1960)                                   | Kishi I                                                      | Hiroshi Kanda 神田博 (1903–1977)                             | 23 december 1956                     | 10 juli 1957                       | LDP                      |                               |                 |
| Nobusuke Kishi (1957–1960)                                   | Kishi I                                                      |                                                              |                                      | Kamazo Horiki 堀木鎌三 (1898–1974) | 10 juli 1957             | 12 juni 1958                  | LDP             |
| Nobusuke Kishi (1957–1960)                                   |                                                              | Ryugo Hashimoto                                              | Ryugo Hashimoto 橋本龍伍 (1906–1962) | 12 juni 1958                       | 12 januari 1959          | LDP                           | Kishi II        |
| Nobusuke Kishi (1957–1960)                                   |                                                              | Michio Watanabe                                              | Michio Watanabe 坂田道太 (1916–2004) | 12 januari 1959                    | 18 juni 1959             | LDP                           | Kishi II        |
| Nobusuke Kishi (1957–1960)                                   |                                                              |                                                              | Yoshio Watanabe 渡邊良夫 (1905–1964) | 18 juni 1959                       | 19 juli 1960             | LDP                           | Kishi II        |
|                                                              | Masa Nakayama                                                | Masa Nakayama 中山マサ (1891–1976)                           | 19 juli 1960                         | 8 december 1960                    | LDP                      | Hayato Ikeda (1960–1964)      | Ikeda I         |
|                                                              |                                                              | Kimi Furui 古井喜実 (1903–1995)                              | 8 december 1960                      | 18 juli 1961                       | LDP                      | Hayato Ikeda (1960–1964)      | Ikeda II        |
|                                                              | Hirokichi Nadao                                              | Hirokichi Nadao 灘尾弘吉 (1899–1994)                         | 18 juli 1961                         | 18 juli 1962                       | LDP                      | Hayato Ikeda (1960–1964)      | Ikeda II        |
|                                                              |                                                              | Eichi Nishimura 西村英一 (1897–1987)                         | 18 juli 1962                         | 18 juli 1963                       | LDP                      | Hayato Ikeda (1960–1964)      | Ikeda II        |
|                                                              |                                                              | Takeharu Kobayashi 小林武治 (1899–1988)                      | 18 juli 1963                         | 18 juli 1964                       | LDP                      | Hayato Ikeda (1960–1964)      | Ikeda II        |
| LDP                                                          | Ikeda III                                                    | Takeharu Kobayashi 小林武治 (1899–1988)                      | 18 juli 1963                         | 18 juli 1964                       |                          | Hayato Ikeda (1960–1964)      |                 |
|                                                              | Ikeda III                                                    |                                                              | Hiroshi Kanda 神田博 (1903–1977)     | 18 juli 1964                       | 3 juni 1965              | Hayato Ikeda (1960–1964)      | LDP             |
| LDP                                                          | Eisaku Sato (1964–1972)                                      | Sato I                                                       | Hiroshi Kanda 神田博 (1903–1977)     | 18 juli 1964                       | 3 juni 1965              |                               |                 |
|                                                              | Eisaku Sato (1964–1972)                                      | Sato I                                                       | Zenko Suzuki                         | Zenko Suzuki 鈴木善幸 (1911–2004)  | 3 juni 1965              | 3 december 1966               | LDP             |
|                                                              | Eisaku Sato (1964–1972)                                      | Sato I                                                       |                                      | Bou Hideo 坊秀男 (1904–1994)       | 3 december 1966          | 25 november 1967              | LDP             |
| LDP                                                          | Eisaku Sato (1964–1972)                                      | Sato II                                                      |                                      | Bou Hideo 坊秀男 (1904–1994)       | 3 december 1966          | 25 november 1967              |                 |
|                                                              | Eisaku Sato (1964–1972)                                      | Sato II                                                      | Sunao Sonoda                         | Sunao Sonoda 園田直 (1913–1984)    | 25 november 1967         | 30 november 1968              | LDP             |
|                                                              | Eisaku Sato (1964–1972)                                      | Sato II                                                      | Noboru Saito                         | Noboru Saito 斎藤昇 (1903–1973)    | 30 november 1968         | 14 januari 1970               | LDP             |
|                                                              | Eisaku Sato (1964–1972)                                      |                                                              | Tsuneo Uchida 内田常雄 (1907–1977)   | 14 januari 1970                    | 5 juli 1971              | LDP                           | Sato III        |
|                                                              | Eisaku Sato (1964–1972)                                      | Noboru Saito                                                 | Noboru Saito 斎藤昇 (1903–1973)      | 5 juli 1971                        | 7 juli 1972              | LDP                           | Sato III        |
|                                                              | Shunji Shiomi                                                | Shunji Shiomi 塩見俊二 (1907–1980)                           | 7 juli 1972                          | 22 december 1972                   | LDP                      | Kakuei Tanaka (1974–1974)     | K. Tanaka I     |
|                                                              |                                                              | Kuniyoshi Saito 斎藤邦吉 (1909–1992)                         | 22 december 1972                     | 11 november 1974                   | LDP                      | Kakuei Tanaka (1974–1974)     | K. Tanaka II    |
|                                                              | Kenji Fukunaga                                               | Kenji Fukunaga 福永健司 (1910–1988)                          | 11 november 1974                     | 9 december 1974                    | LDP                      | Kakuei Tanaka (1974–1974)     | K. Tanaka II    |
|                                                              |                                                              | Masami Tanaka 田中正巳 (1917–2005)                           | 9 december 1974                      | 15 september 1976                  | LDP                      | Takeo Miki (1974–1976)        | Miki            |
|                                                              |                                                              | Takashi Hayakawa 早川崇 (1916–1982)                          | 15 september 1976                    | 24 december 1976                   | LDP                      | Takeo Miki (1974–1976)        | Miki            |
|                                                              | Michio Watanabe                                              | Michio Watanabe 渡辺美智雄 (1923–1995)                       | 24 december 1976                     | 28 november 1977                   | LDP                      | Takeo Fukuda (1976–1978)      | T. Fukuda       |
|                                                              |                                                              | Tatsuo Ozawa 小沢辰男 (1916–2013)                            | 28 november 1977                     | 7 december 1978                    | LDP                      | Takeo Fukuda (1976–1978)      | T. Fukuda       |
|                                                              | Ryutaro Hashimoto                                            | Ryutaro Hashimoto 橋本龍太郎 (1937–2006)                     | 7 december 1978                      | 10 november 1979                   | LDP                      | Masayoshi Ohira (1978–1980)   | Ohira I         |
|                                                              |                                                              | Kyoichi Noro 野呂恭一 (1919–1995)                            | 10 november 1979                     | 17 juli 1980                       | LDP                      | Masayoshi Ohira (1978–1980)   | Ohira II        |
|                                                              |                                                              | Kuniyoshi Saito 斎藤邦吉 (1909–1992)                         | 17 juli 1980                         | 20 september 1980                  | LDP                      | Zenko Suzuki (1980–1980)      | Suzuki          |
|                                                              | Sunao Sonoda                                                 | Sunao Sonoda 園田直 (1913–1984)                              | 20 september 1980                    | 18 mei 1981                        | LDP                      | Zenko Suzuki (1980–1980)      | Suzuki          |
|                                                              |                                                              | Tatsuo Murayama 村山達雄 (1915–2010)                         | 18 mei 1981                          | 30 november 1981                   | LDP                      | Zenko Suzuki (1980–1980)      | Suzuki          |
|                                                              |                                                              | Motoharu Morishita 森下元晴 (1922–2014)                      | 30 november 1981                     | 27 november 1982                   | LDP                      | Zenko Suzuki (1980–1980)      | Suzuki          |
|                                                              |                                                              | Yoshiro Hayashi 林義郎 (1927–2017)                           | 27 november 1982                     | 27 december 1983                   | LDP                      | Yasuhiro Nakasone (1982–1987) | Nakasone I      |
|                                                              | Kozo Watanabe                                                | Kozo Watanabe 渡部恒三 (1932–2020)                           | 27 december 1983                     | 1 november 1984                    | LDP                      | Yasuhiro Nakasone (1982–1987) | Nakasone II     |
|                                                              |                                                              | Hiroyuki Masuoka 増岡博之 (1923–2011)                        | 1 november 1984                      | 28 december 1985                   | LDP                      | Yasuhiro Nakasone (1982–1987) | Nakasone II     |
|                                                              |                                                              | Isamu Imai 今井勇 (1919–1998)                                | 28 december 1985                     | 22 juli 1986                       | LDP                      | Yasuhiro Nakasone (1982–1987) | Nakasone II     |
|                                                              |                                                              | Juro Saito 斎藤十朗 (1940)                                   | 22 juli 1986                         | 6 november 1987                    | LDP                      | Yasuhiro Nakasone (1982–1987) | Nakasone III    |
|                                                              | Takao Fujimoto                                               | Takao Fujimoto 藤本孝雄 (1931)                               | 6 november 1987                      | 28 december 1988                   | LDP                      | Noboru Takeshita (1987–1989)  | Takeshita       |
|                                                              | Junichiro Koizumi                                            | Junichiro Koizumi 小泉純一郎 (1942)                          | 28 december 1988                     | 10 augustus 1989                   | LDP                      | Noboru Takeshita (1987–1989)  | Takeshita       |
| LDP                                                          | Junichiro Koizumi                                            | Junichiro Koizumi 小泉純一郎 (1942)                          | 28 december 1988                     | 10 augustus 1989                   | Sosuke Uno (1989)        | Uno                           |                 |
|                                                              |                                                              | Saburo Toida 戸井田三郎 (1918–1996)                          | 10 augustus 1989                     | 28 februari 1990                   | LDP                      | Toshiki Kaifu (1989–1991)     | Kaifu I         |
|                                                              | Yuji Tsushima                                                | Yuji Tsushima 津島雄二 (1930–2023)                           | 28 februari 1990                     | 30 december 1990                   | LDP                      | Toshiki Kaifu (1989–1991)     | Kaifu II        |
|                                                              |                                                              | Shinichiro Shimojo 下条進一郎 (1920–2013)                    | 30 december 1990                     | 5 november 1991                    | LDP                      | Toshiki Kaifu (1989–1991)     | Kaifu II        |
|                                                              | Hiromu Nonaka                                                | Norio Yamashita 山下徳夫 (1919–2014)                         | 5 november 1991                      | 12 december 1992                   | LDP                      | Kiichi Miyazawa (1991–1993)   | Miyazawa        |
|                                                              | Yuya Niwa                                                    | Yuya Niwa 丹羽 雄哉 (1944)                                   | 12 december 1992                     | 9 augustus 1993                    | LDP                      | Kiichi Miyazawa (1991–1993)   | Miyazawa        |
|                                                              | Keigo Ouchi                                                  | Keigo Ouchi 大内啓伍 (1930–2016)                             | 9 augustus 1993                      | 30 juni 1994                       | DSP                      | Morihiro Hosokawa (1993–1994) | Hosokawa        |
| Tsutomu Hata (1994)                                          | Keigo Ouchi                                                  | Keigo Ouchi 大内啓伍 (1930–2016)                             | 9 augustus 1993                      | 30 juni 1994                       | DSP                      | Hata                          |                 |
|                                                              |                                                              | Shoichi Idee 井出正一 (1939–2018)                            | 30 juni 1994                         | 8 augustus 1995                    | NPS                      | Tomiichi Murayama (1994–1996) | Murayama        |
|                                                              |                                                              | Tadayoshi Morii 森井忠良 (1929–2014)                         | 8 augustus 1995                      | 11 januari 1996                    | JSP                      | Tomiichi Murayama (1994–1996) | Murayama        |
|                                                              | Naoto Kan                                                    | Naoto Kan 菅直人 (1946)                                      | 11 januari 1996                      | 6 november 1996                    | NPS                      | Ryutaro Hashimoto (1996–1998) | Hashimoto I     |
|                                                              | Junichiro Koizumi                                            | Junichiro Koizumi 小泉純一郎 (1942)                          | 6 november 1996                      | 30 juli 1998                       | LDP                      | Ryutaro Hashimoto (1996–1998) | Hashimoto II    |
|                                                              | Sohei Miyashita                                              | Sohei Miyashita 宮下創平 (1927–2013)                         | 30 juli 1998                         | 5 oktober 1999                     | LDP                      | Keizo Obuchi (1998–2000)      | Obuchi          |
|                                                              | Yuya Niwa                                                    | Yuya Niwa 丹羽雄哉 (1944)                                    | 5 oktober 1999                       | 5 juli 2000                        | LDP                      | Keizo Obuchi (1998–2000)      | Obuchi          |
| LDP                                                          | Yuya Niwa                                                    | Yuya Niwa 丹羽雄哉 (1944)                                    | 5 oktober 1999                       | 5 juli 2000                        | Yoshiro Mori (2000–2001) | Mori I                        |                 |
|                                                              | Yuji Tsushima                                                | Yuji Tsushima 津島雄二 (1930–2023)                           | 5 juli 2000                          | 5 december 2000                    | Yoshiro Mori (2000–2001) | LDP                           | Mori II         |
|                                                              | Chikara Sakaguchi                                            | Chikara Sakaguchi 坂口力 (1934)                              | 5 december 2000                      | 5 januari 2001                     | Yoshiro Mori (2000–2001) | NKP                           | Mori II         |
| Minister van Volksgezondheid, Arbeid en Welzijn 厚生労働大臣 | Minister van Volksgezondheid, Arbeid en Welzijn 厚生労働大臣 | Minister van Volksgezondheid, Arbeid en Welzijn 厚生労働大臣 | Ambtstermijn                         | Ambtstermijn                       | Partij(en)               | Premier(s)                    | Kabinet(en)     |
|                                                              | Chikara Sakaguchi                                            | Chikara Sakaguchi 坂口力 (1934)                              | 5 januari 2001                       | 27 september 2004                  | NKP                      | Yoshiro Mori (2000–2001)      | Mori II         |
| Junichiro Koizumi (2001–2006)                                | Chikara Sakaguchi                                            | Chikara Sakaguchi 坂口力 (1934)                              | 5 januari 2001                       | 27 september 2004                  | NKP                      | Koizumi I                     |                 |
| Junichiro Koizumi (2001–2006)                                | Chikara Sakaguchi                                            | Chikara Sakaguchi 坂口力 (1934)                              | 5 januari 2001                       | 27 september 2004                  | NKP                      | Koizumi II                    |                 |
| Junichiro Koizumi (2001–2006)                                |                                                              | Hidehisa Otsuji                                              | Hidehisa Otsuji 尾辻秀久 (1940)      | 27 september 2004                  | 31 oktober 2005          | LDP                           |                 |
| Junichiro Koizumi (2001–2006)                                | LDP                                                          | Hidehisa Otsuji                                              | Hidehisa Otsuji 尾辻秀久 (1940)      | 27 september 2004                  | 31 oktober 2005          | Koizumi III                   |                 |
| Junichiro Koizumi (2001–2006)                                |                                                              | Jiro Kawasaki                                                | Jiro Kawasaki 川崎二郎 (1947)        | 31 oktober 2005                    | 26 september 2006        | Koizumi III                   | LDP             |
|                                                              | Hakuo Yanagisawa                                             | Hakuo Yanagisawa 柳沢伯夫 (1935)                             | 26 september 2006                    | 27 augustus 2007                   | LDP                      | Shinzo Abe (2006–2007)        | Abe I           |
|                                                              | Yoichi Masuzoe                                               | Yoichi Masuzoe 舛添要一 (1948)                               | 27 augustus 2007                     | 16 september 2009                  | LDP                      | Shinzo Abe (2006–2007)        | Abe I           |
| LDP                                                          | Yoichi Masuzoe                                               | Yoichi Masuzoe 舛添要一 (1948)                               | 27 augustus 2007                     | 16 september 2009                  | Yasuo Fukuda (2007–2008) | Y. Fukuda                     |                 |
| LDP                                                          | Yoichi Masuzoe                                               | Yoichi Masuzoe 舛添要一 (1948)                               | 27 augustus 2007                     | 16 september 2009                  | Taro Aso (2008–2009)     | Aso                           |                 |
|                                                              | Akira Nagatsuma                                              | Akira Nagatsuma 長妻昭 (1960)                                | 16 september 2009                    | 17 september 2010                  | DP                       | Yukio Hatoyama (2009–2010)    | Y. Hatoyama     |
| Naoto Kan (2010–2011)                                        | Akira Nagatsuma                                              | Akira Nagatsuma 長妻昭 (1960)                                | 16 september 2009                    | 17 september 2010                  | DP                       | Kan                           |                 |
| Naoto Kan (2010–2011)                                        |                                                              | Ritsuo Hosokawa                                              | Ritsuo Hosokawa 細川律夫 (1943)      | 17 september 2010                  | 1 september 2011         | Kan                           | DP              |
|                                                              | Yoko Komiyama                                                | Yoko Komiyama 小宮山洋子 (1948)                              | 1 september 2011                     | 1 oktober 2012                     | DP                       | Yoshihiko Noda (2011–2012)    | Noda            |
|                                                              | Wakio Mitsui                                                 | Wakio Mitsui 三井辨雄 (1942–2021)                            | 1 oktober 2012                       | 26 december 2012                   | DP                       | Yoshihiko Noda (2011–2012)    | Noda            |
|                                                              | Norihisa Tamura                                              | Norihisa Tamura 田村憲久 (1964)                              | 26 december 2012                     | 3 september 2014                   | LDP                      | Shinzo Abe (2012–2020)        | Abe II          |
|                                                              | Yasuhisa Shiozaki                                            | Yasuhisa Shiozaki 塩崎恭久 (1950)                            | 3 september 2014                     | 3 augustus 2017                    | LDP                      | Shinzo Abe (2012–2020)        | Abe II          |
| LDP                                                          | Yasuhisa Shiozaki                                            | Yasuhisa Shiozaki 塩崎恭久 (1950)                            | 3 september 2014                     | 3 augustus 2017                    | Abe III                  | Shinzo Abe (2012–2020)        |                 |
|                                                              | Katsunobu Kato                                               | Katsunobu Kato 加藤勝信 (1955)                               | 3 augustus 2017                      | 1 oktober 2018                     | Abe III                  | Shinzo Abe (2012–2020)        | LDP             |
| LDP                                                          | Katsunobu Kato                                               | Katsunobu Kato 加藤勝信 (1955)                               | 3 augustus 2017                      | 1 oktober 2018                     | Abe IV                   | Shinzo Abe (2012–2020)        |                 |
|                                                              | Takumi Nemoto                                                | Takumi Nemoto 根本匠 (1951)                                  | 1 oktober 2018                       | 11 september 2019                  | Abe IV                   | Shinzo Abe (2012–2020)        | LDP             |
|                                                              | Katsunobu Kato                                               | Katsunobu Kato 加藤勝信 (1955)                               | 11 september 2019                    | 16 september 2020                  | Abe IV                   | Shinzo Abe (2012–2020)        | LDP             |
|                                                              | Norihisa Tamura                                              | Norihisa Tamura 田村憲久 (1964)                              | 16 september 2020                    | 4 oktober 2021                     | LDP                      | Yoshihide Suga (2020–2021)    | Suga            |
|                                                              | Shigeyuki Goto                                               | Shigeyuki Goto 後藤茂之 (1955)                               | 4 oktober 2021                       | 10 augustus 2022                   | LDP                      | Fumio Kishida (2021–2024)     | Kishida I       |
| Kishida II                                                   | Shigeyuki Goto                                               | Shigeyuki Goto 後藤茂之 (1955)                               | 4 oktober 2021                       | 10 augustus 2022                   | LDP                      | Fumio Kishida (2021–2024)     |                 |
|                                                              | Katsunobu Kato                                               | Katsunobu Kato 加藤勝信 (1955)                               | 10 augustus 2022                     | 13 september 2023                  | LDP                      | Fumio Kishida (2021–2024)     |                 |
|                                                              | Keizo Takemi                                                 | Keizo Takemi 武見敬三 (1951)                                 | 13 september 2023                    | 1 oktober 2024                     | LDP                      | Fumio Kishida (2021–2024)     |                 |
|                                                              | Takamaro Fukuoka                                             | Takamaro Fukuoka 福岡 資麿 (1973)                            | 1 oktober 2024                       | heden                              | LDP                      | Shigeru Ishiba (2024–heden)   | Ishiba I        |
| Ishiba II                                                    | Takamaro Fukuoka                                             | Takamaro Fukuoka 福岡 資麿 (1973)                            | 1 oktober 2024                       | heden                              | LDP                      | Shigeru Ishiba (2024–heden)   |                 |

## Ministers van Arbeid van Japan (1948–2001)
| Minister van Arbeid 労働大臣 | Minister van Arbeid 労働大臣 | Minister van Arbeid 労働大臣                | Ambtstermijn                        | Ambtstermijn                         | Partij(en)               | Premier(s)                    | Kabinet(en)     |
| ---------------------------- | ---------------------------- | ------------------------------------------- | ----------------------------------- | ------------------------------------ | ------------------------ | ----------------------------- | --------------- |
|                              | Masuda Kaneshichi            | Masuda Kaneshichi 増田甲子七 (1898–1985)    | 19 oktober 1948                     | 16 februari 1949                     | DLP                      | Shigeru Yoshida (1948–1954)   | Yoshida II      |
|                              |                              | Masafumi Suzuki 鈴木正文 (1899–1978)        | 16 februari 1949                    | 28 juni 1950                         | DLP                      | Shigeru Yoshida (1948–1954)   | Yoshida III     |
|                              | Shigeru Hori                 | Shigeru Hori 保利茂 (1901–1979)             | 28 juni 1950                        | 25 december 1951                     | DLP                      | Shigeru Yoshida (1948–1954)   | Yoshida III     |
|                              |                              | Keiichi Yoshitake 吉武恵市 (1903–1988)      | 25 december 1951                    | 30 oktober 1952                      | DLP                      | Shigeru Yoshida (1948–1954)   | Yoshida III     |
|                              | Kuichiro Totsuka             | Kuichiro Totsuka 戸塚九一郎 (1891–1973)     | 30 oktober 1952                     | 20 mei 1953                          | DLP                      | Shigeru Yoshida (1948–1954)   | Yoshida IV      |
|                              | Zentaro Kosaka               | Zentaro Kosaka 小坂善太郎 (1912–2000)       | 20 mei 1953                         | 10 december 1954                     | DLP                      | Shigeru Yoshida (1948–1954)   | Yoshida V       |
|                              | Saburo Chiba                 | Saburo Chiba 千葉三郎 (1894–1979)           | 10 december 1954                    | 20 maart 1955                        | JDP                      | Ichiro Hatoyama (1954–1956)   | I. Hatoyama I   |
|                              |                              | Takao Nishida 西田隆男 (1901–1967)          | 20 maart 1955                       | 22 november 1955                     | JDP                      | Ichiro Hatoyama (1954–1956)   | I. Hatoyama II  |
|                              |                              | Tadao Kuraishi 倉石忠雄 (1900–1986)         | 22 november 1955                    | 23 december 1956                     | LDP                      | Ichiro Hatoyama (1954–1956)   | I. Hatoyama III |
|                              |                              | Shutaro Matsuura 松浦周太郎 (1896–1980)     | 23 december 1956                    | 10 juli 1957                         | LDP                      | Tanzan Ishibashi (1956–1957)  | Ishibashi       |
| Nobusuke Kishi (1957–1960)   | Kishi I                      | Shutaro Matsuura 松浦周太郎 (1896–1980)     | 23 december 1956                    | 10 juli 1957                         | LDP                      |                               |                 |
| Nobusuke Kishi (1957–1960)   | Kishi I                      |                                             | Hirohide Ishida                     | Hirohide Ishida 石田博英 (1914–1993) | 10 juli 1957             | 12 juni 1958                  | LDP             |
| Nobusuke Kishi (1957–1960)   |                              |                                             | Tadao Kuraishi 倉石忠雄 (1900–1986) | 12 juni 1958                         | 18 juni 1959             | LDP                           | Kishi II        |
| Nobusuke Kishi (1957–1960)   |                              | Raizo Matsuno                               | Raizo Matsuno 松野頼三 (1917–2006)  | 18 juni 1959                         | 19 juli 1960             | LDP                           | Kishi II        |
|                              | Hirohide Ishida              | Hirohide Ishida 石田博英 (1914–1993)        | 19 juli 1960                        | 18 juli 1961                         | LDP                      | Hayato Ikeda (1960–1964)      | Ikeda I         |
| Ikeda II                     | Hirohide Ishida              | Hirohide Ishida 石田博英 (1914–1993)        | 19 juli 1960                        | 18 juli 1961                         | LDP                      | Hayato Ikeda (1960–1964)      |                 |
|                              | Kenji Fukunaga               | Kenji Fukunaga 福永健司 (1910–1988)         | 18 juli 1961                        | 18 juli 1962                         | LDP                      | Hayato Ikeda (1960–1964)      |                 |
|                              | Takeo Ohashi                 | Takeo Ohashi 大橋武夫 (1904–1981)           | 18 juli 1962                        | 18 juli 1964                         | LDP                      | Hayato Ikeda (1960–1964)      |                 |
| LDP                          | Takeo Ohashi                 | Takeo Ohashi 大橋武夫 (1904–1981)           | 18 juli 1962                        | 18 juli 1964                         | Ikeda III                | Hayato Ikeda (1960–1964)      |                 |
|                              | Hirohide Ishida              | Hirohide Ishida 石田博英 (1914–1993)        | 18 juli 1964                        | 3 juni 1965                          | Ikeda III                | Hayato Ikeda (1960–1964)      | LDP             |
| LDP                          | Hirohide Ishida              | Hirohide Ishida 石田博英 (1914–1993)        | 18 juli 1964                        | 3 juni 1965                          | Eisaku Sato (1964–1972)  | Sato I                        |                 |
|                              |                              | Hisao Kodaira 小平久雄 (1910–1998)          | 3 juni 1965                         | 1 augustus 1966                      | Eisaku Sato (1964–1972)  | Sato I                        | LDP             |
|                              |                              | Mitsuo Yamate 山手満男 (1913–1973)          | 1 augustus 1966                     | 3 december 1966                      | Eisaku Sato (1964–1972)  | Sato I                        | LDP             |
|                              |                              | Takashi Hayakawa 早川崇 (1916–1982)         | 3 december 1966                     | 25 november 1967                     | Eisaku Sato (1964–1972)  | Sato I                        | LDP             |
| LDP                          | Sato II                      | Takashi Hayakawa 早川崇 (1916–1982)         | 3 december 1966                     | 25 november 1967                     | Eisaku Sato (1964–1972)  |                               |                 |
|                              | Sato II                      | Heiji Ogawa                                 | Heiji Ogawa 小川平二 (1910–1993)    | 25 november 1967                     | Eisaku Sato (1964–1972)  | 30 november 1968              | LDP             |
|                              | Sato II                      |                                             | Kenzaburo Hara 原健三郎 (1907–2004) | 30 november 1968                     | Eisaku Sato (1964–1972)  | 14 januari 1970               | LDP             |
|                              |                              | Masakatsu Nohara 野原正勝 (1906–1983)       | 14 januari 1970                     | 5 juli 1971                          | Eisaku Sato (1964–1972)  | LDP                           | Sato III        |
|                              |                              | Kenzaburo Hara 原健三郎 (1907–2004)         | 5 juli 1971                         | 28 januari 1972                      | Eisaku Sato (1964–1972)  | LDP                           | Sato III        |
|                              | Noboru Saito                 | Toshiro Tsukahara 塚原俊郎 (1910–1975)      | 28 januari 1972                     | 7 juli 1972                          | Eisaku Sato (1964–1972)  | LDP                           | Sato III        |
|                              |                              | Hajime Tamura 田村元 (1924–2014)            | 7 juli 1972                         | 22 december 1972                     | LDP                      | Kakuei Tanaka (1974–1974)     | K. Tanaka I     |
|                              |                              | Tsunetaro Kato 加藤常太郎 (1905–1990)       | 22 december 1972                    | 25 november 1973                     | LDP                      | Kakuei Tanaka (1974–1974)     | K. Tanaka II    |
|                              |                              | Shun Hasegawa 長谷川峻 (1912–1992)          | 25 november 1973                    | 11 november 1974                     | LDP                      | Kakuei Tanaka (1974–1974)     | K. Tanaka II    |
|                              |                              | Takeo Ohkubo 大久保武雄 (1903–1996)         | 11 november 1974                    | 9 december 1974                      | LDP                      | Kakuei Tanaka (1974–1974)     | K. Tanaka II    |
|                              |                              | Shun Hasegawa 長谷川峻 (1912–1992)          | 9 december 1974                     | 15 september 1976                    | LDP                      | Takeo Miki (1974–1976)        | Miki            |
|                              | Yuki Urano                   | Yuki Urano 浦野幸男 (1914–1977)             | 15 september 1976                   | 24 december 1976                     | LDP                      | Takeo Miki (1974–1976)        | Miki            |
|                              | Hirohide Ishida              | Hirohide Ishida 石田博英 (1914–1993)        | 24 december 1976                    | 28 november 1977                     | LDP                      | Takeo Fukuda (1976–1978)      | T. Fukuda       |
|                              |                              | Katsushi Fujii 藤井勝志 (1915–1996)         | 28 november 1977                    | 7 december 1978                      | LDP                      | Takeo Fukuda (1976–1978)      | T. Fukuda       |
|                              | Yuki Kurihara                | Yuki Kurihara 栗原祐幸 (1920–2010)          | 7 december 1978                     | 10 november 1979                     | LDP                      | Masayoshi Ohira (1978–1980)   | Ohira I         |
|                              |                              | Takao Fujinami 藤波孝生 (1932–2007)         | 10 november 1979                    | 17 juli 1980                         | LDP                      | Masayoshi Ohira (1978–1980)   | Ohira II        |
|                              | Masayuki Fujio               | Masayuki Fujio 藤尾正行 (1917–2006)         | 17 juli 1980                        | 30 november 1981                     | LDP                      | Zenko Suzuki (1980–1980)      | Suzuki          |
|                              |                              | Takiichiro Hatsumura 初村滝一郎 (1913–2005) | 30 november 1981                    | 27 november 1982                     | LDP                      | Zenko Suzuki (1980–1980)      | Suzuki          |
|                              |                              | Akira Ohno 大野明 (1928–1996)               | 27 november 1982                    | 27 december 1983                     | LDP                      | Yasuhiro Nakasone (1982–1987) | Nakasone I      |
|                              |                              | Sakamoto Misoji 坂本三十次 (1923–2006)      | 27 december 1983                    | 1 november 1984                      | LDP                      | Yasuhiro Nakasone (1982–1987) | Nakasone II     |
|                              |                              | Toshio Yamaguchi 山口敏夫 (1940)            | 1 november 1984                     | 28 december 1985                     | NLC                      | Yasuhiro Nakasone (1982–1987) | Nakasone II     |
|                              |                              | Yuu Hayashi 林迶 (1924–1994)                | 28 december 1985                    | 22 juli 1986                         | LDP                      | Yasuhiro Nakasone (1982–1987) | Nakasone II     |
|                              |                              | Takashi Hirai 平井卓志 (1931–2009)          | 22 juli 1986                        | 6 november 1987                      | LDP                      | Yasuhiro Nakasone (1982–1987) | Nakasone III    |
|                              |                              | Taro Nakamura 中村太郎 (1918–2011)          | 6 november 1987                     | 28 december 1988                     | LDP                      | Noboru Takeshita (1987–1989)  | Takeshita       |
|                              | Hyosuke Niwa                 | Hyosuke Niwa 丹羽兵助 (1911–1990)           | 28 december 1988                    | 3 juni 1989                          | LDP                      | Noboru Takeshita (1987–1989)  | Takeshita       |
|                              | Mitsuo Horiuchi              | Mitsuo Horiuchi 堀内光雄 (1930–2016)        | 3 juni 1989                         | 10 augustus 1989                     | LDP                      | Sosuke Uno (1989)             | Uno             |
|                              |                              | Joji Fukushima 福島譲二 (1927–2000)         | 10 augustus 1989                    | 28 februari 1990                     | LDP                      | Toshiki Kaifu (1989–1991)     | Kaifu I         |
|                              | Shumpei Tsukahara            | Shumpei Tsukahara 塚原俊平 (1947–1997)      | 28 februari 1990                    | 30 december 1990                     | LDP                      | Toshiki Kaifu (1989–1991)     | Kaifu II        |
|                              | Sadatoshi Ozato              | Sadatoshi Ozato 小里貞利 (1930–2016)        | 30 december 1990                    | 5 november 1991                      | LDP                      | Toshiki Kaifu (1989–1991)     | Kaifu II        |
|                              | Hiromu Nonaka                | Tetsuo Kondo 近藤鉄雄 (1929–2010)           | 5 november 1991                     | 12 december 1992                     | LDP                      | Kiichi Miyazawa (1991–1993)   | Miyazawa        |
|                              | Masakuni Murakami            | Masakuni Murakami 村上正邦 (1932–2020)      | 12 december 1992                    | 9 augustus 1993                      | LDP                      | Kiichi Miyazawa (1991–1993)   | Miyazawa        |
|                              | Chikara Sakaguchi            | Chikara Sakaguchi 坂口力 (1934)             | 9 augustus 1993                     | 28 april 1994                        | NKP                      | Morihiro Hosokawa (1993–1994) | Hosokawa        |
|                              | Kunio Hatoyama               | Kunio Hatoyama 鳩山邦夫 (1948–2016)         | 28 april 1994                       | 30 juni 1994                         | LP                       | Tsutomu Hata (1994)           | Hata            |
|                              |                              | Manzo Hamamoto 浜本万三 (1920–2008)         | 30 juni 1994                        | 8 augustus 1995                      | JSP                      | Tomiichi Murayama (1994–1996) | Murayama        |
|                              |                              | Takiji Aoki 青木薪次 (1926–2015)            | 8 augustus 1995                     | 11 januari 1996                      | JSP                      | Tomiichi Murayama (1994–1996) | Murayama        |
|                              |                              | Takanobu Nagai 永井孝信 (1930–2019)         | 11 januari 1996                     | 6 november 1996                      | SDP                      | Ryutaro Hashimoto (1996–1998) | Hashimoto I     |
|                              |                              | Yutaka Okano 岡野裕 (1924–2004)             | 6 november 1996                     | 11 september 1997                    | LDP                      | Ryutaro Hashimoto (1996–1998) | Hashimoto II    |
|                              | Bunmei Ibuki                 | Bunmei Ibuki 伊吹文明 (1938)                | 11 september 1997                   | 30 juli 1998                         | LDP                      | Ryutaro Hashimoto (1996–1998) | Hashimoto II    |
|                              | Akira Amari                  | Akira Amari 甘利 明 (1949)                  | 30 juli 1998                        | 5 oktober 1999                       | LDP                      | Keizo Obuchi (1998–2000)      | Obuchi          |
|                              | Takamori Makino              | Takamori Makino 牧野隆守 (1926–2008)        | 5 oktober 1999                      | 5 juli 2000                          | LDP                      | Keizo Obuchi (1998–2000)      | Obuchi          |
| LDP                          | Takamori Makino              | Takamori Makino 牧野隆守 (1926–2008)        | 5 oktober 1999                      | 5 juli 2000                          | Yoshiro Mori (2000–2001) | Mori I                        |                 |
|                              | Yoshio Yoshikawa             | Yoshio Yoshikawa 吉川芳男 (1931–2018)       | 5 juli 2000                         | 5 december 2000                      | Yoshiro Mori (2000–2001) | LDP                           | Mori II         |
|                              | Chikara Sakaguchi            | Chikara Sakaguchi 坂口力 (1934)             | 5 december 2000                     | 5 januari 2001                       | Yoshiro Mori (2000–2001) | NKP                           | Mori II         |